# 北丁砖塔
北丁砖塔，位于山西省临汾市翼城县王庄乡北丁村东南。
北丁砖塔建于清代，是一座圆形实心砖塔，高20米，直径3米，二级密檐式。基座石砌方形，高2米。顶部悬风铎。
1987年8月20日，北丁砖塔公布为翼城县文物保护单位。